# Gabrielle Zevin

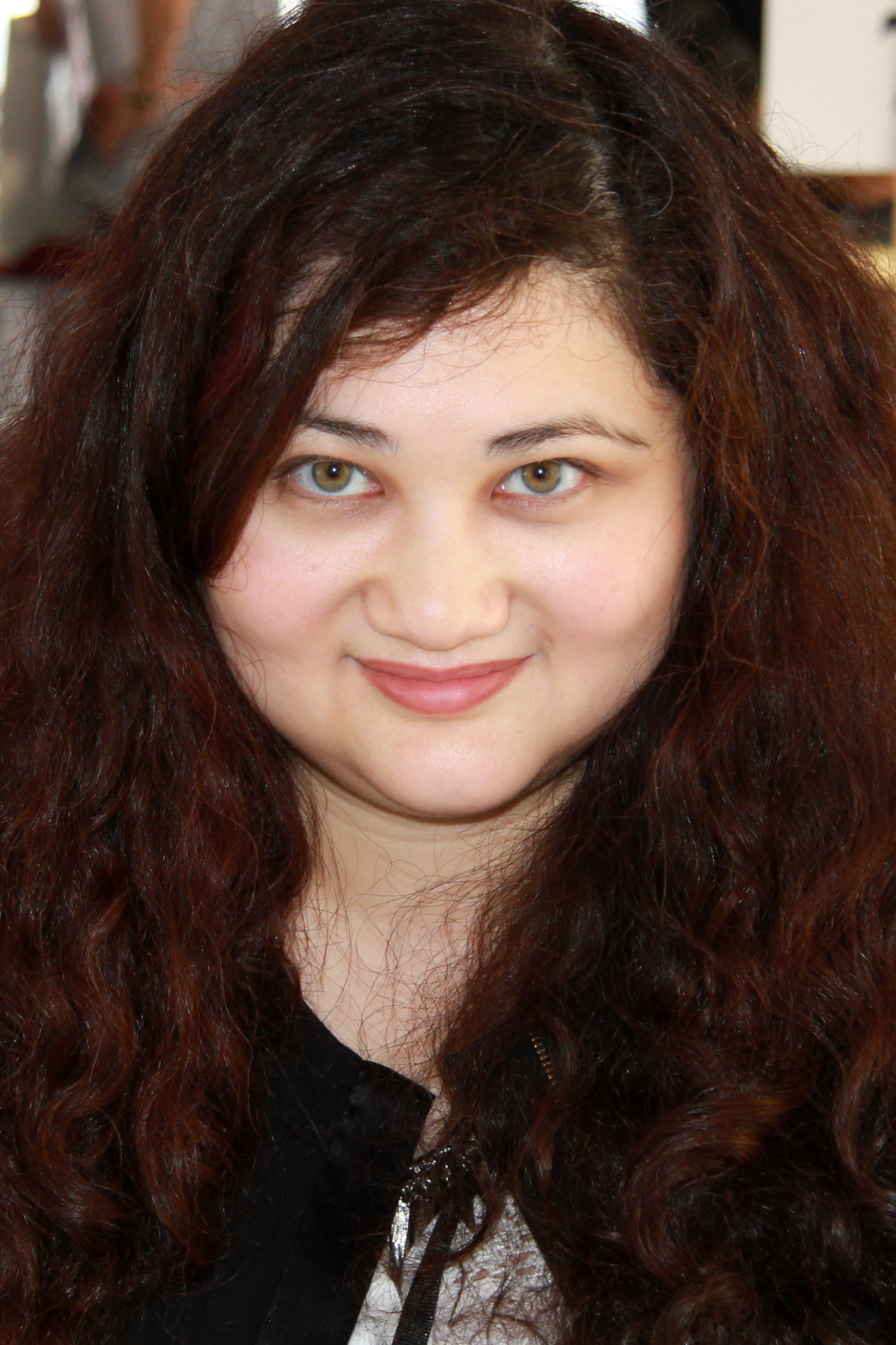
Gabrielle Zevin (2013)

Gabrielle Zevin (* 24. Oktober 1977 in New York) ist eine US-amerikanische Schriftstellerin und Drehbuchautorin.
Zevin absolvierte Harvard. Ihr erstes Buch Elsewhere erregte Aufsehen bei der Kritik und wurde in 16 Sprachen übersetzt, ihr Drehbuch Conversations with Other Women (verfilmt mit Helena Bonham Carter und Aaron Eckhart von Hans Canosa) wurde für die Independent Spirit Awards 2007 nominiert.

## Werke

### Erwachsenenliteratur
- Margarettown 2006, Berlin Verlag, ISBN 978-3-8270-0597-7, Margarettown, 2005
- The Hole We're In, 2010 (noch nicht auf Deutsch erschienen)
- Die Widerspenstigkeit des Glücks, 2015, Diana Verlag, ISBN 978-3-4533-5862-1, The Storied Life of A. J. Fikry, 2014
- Das Verhältnis, 2019, Diana Verlag, ISBN 978-3-4533-5963-5, Young Jane Young, 2017
- Morgen, morgen und wieder morgen, 2023, Eichborn Verlag, ISBN 978-3-8479-0129-7, Tomorrow, and Tomorrow, and Tomorrow, 2022

### Jugendliteratur

#### Einzelromane
- Anderswo, 2005, Berlin Verlag / Bloomsbury, ISBN 978-3-8270-5048-9, Elsewhere, 2005
- Lost Memory: Mein vergessenes Leben, 2010, Bloomsbury, ISBN 978-3-8270-5265-0, Memoirs of a Teenage Amnesiac, 2007

#### Birthright-Serie
- Bitterzart, 2013, Fischer Jugendbuch, ISBN 978-3-8414-2130-2, All These Things I've Done, 2011
- Edelherb, 2013, Fischer Jugendbuch, ISBN 978-3-8414-2131-9, Because it is my Blood, 2012
- Extradunkel, 2015, Fischer Jugendbuch, ISBN 978-3-8414-2132-6, In the Age of Love and Chocolate, 2013

## Auszeichnungen
- 2005: Ulmer Unke für Anderswo
- 2006: Bronzener Lufti für Anderswo